# 아시아 중심주의
아시아 중심주의(Asiacentricity)는 아시아가 다른 지역에 비해 우월하거나, 중심적이거나, 독특한 것이라고 간주하는 민족 중심적이며 경제적인 관점이다. 이러한 이념적 입장은 아시아의 중요성이나 패권을 세계의 나머지 부분을 희생시키는 형태를 취할 수도 있다. 이 개념은 1990년대 21세기 아시아 중 주로 중국의 예상 경제적, 문화적 지배력인 아시아 세기의 맥락에서 발생했다.
1902년, 중국의 학자 량치차오는 아시아가 세계에서 강력한 위치를 되찾을 것이라고 예측하면서, "낮고 작은" 유럽에 비해 " 헤아릴 수 없을 정도로 넓고 강력하다"고 말했다.
일부 논평가들은 아시아의 우월성의 표시로 아시아의 COVID-19 대유행에 대한 효과적인 대응을 언급했다. 인도의 논평가 파라그 카나와 영국의 정치가 David Howell은 아시아 사회가 문제 해결에 더 낫고 더 안정성을 제공하는 기술적인 정부로 진화했다고 언급했다.

## 경제학

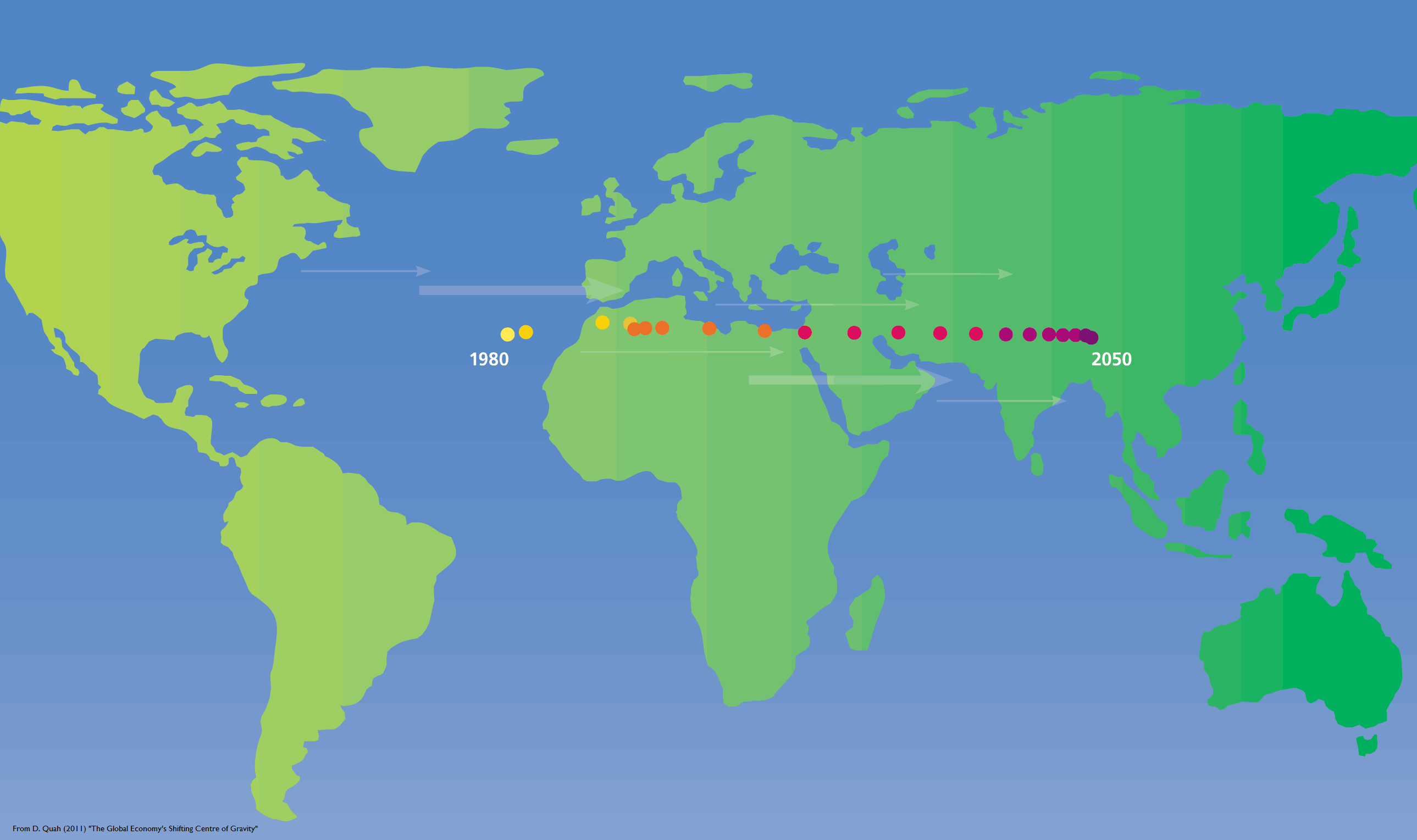
세계 경제의 중력 중심 1980-2050.

동아시아 경제의 성장에 힘입어 2050년에는 세계 경제의 무게중심이 인도와 중국 사이의 아시아로 다시 이동할 것으로 예상된다. 역사적으로, 경제적 무게중심은 1980년대까지 서쪽으로 이동한 11세기에 오늘날의 파키스탄 북부에 있었던 것으로 추정된다.
아시아의 총 GDP(국내총생)는 또한 2020년경에 19세기에 대륙이 잃었던 위치를 능가할 것으로 예상된다.

## 아시아계 미국인 연구
폴 웡, 메라 만비, 그리고 타케오 히로타 웡은 1995년 Amerasia Journal의 "아시아 중심주의"를 "아시아 미국학에서의 사고 이론"에 제안했다. 그들은 아시아 중심주의를 인문학과 사회과학의 이론적 구축에서 패권적 유럽 중심주의에 대한 비판으로 그리고 아시아 미국학의 포스트 오리엔탈리즘 인식론적 패러다임으로 구상했다. 아시아계 미국인의 행동을 분석하고 인간의 이익에 대한 세계적인 지식을 발전시키기 위해 아시아의 전통적인 사고방식을 활용할 필요가 있다. 목표는 특정 지역, 국가 및 공동체에 대한 영향력에서 겹치는 아시아 세계관 및 가치의 공통 핵심을 탐구하는 것이다. 그들의 관점에서, 아시아 중심주의는 식민지 이후 세계의 역동성에 대한 인식에 기반을 둔 대안적인 아시아 관점을 제공할 수 있을 것이다.
아시아 미국 연구가 시작된 이래로 패권적인 유럽 중심의 문화와 세계관에 개념적으로 감금되어 있다고 주장할 수 있다. 영어는 아시아 미국학의 언어로서의 역할을 할 뿐만 아니라, 아시아 미국학의 많은 학자들이 적어도 하나의 아시아 언어의 습득을 그들의 훈련의 중요한 부분으로 간주하지 않는다는 것은 쉽게 명백하다. 따라서 영어가 모국어가 아닌 대부분의 아시아계 미국인들과의 의사소통과 연구 능력을 축소한다. 미국의 전통적인 역사적 기록에 의해 무시되고 최소화되고 소외되었던 과거의 우리의 목소리들을 보여주는 많은 학문적 노력이 기울여지고 있지만," 아시아 중심적 관점의 "깊은 구조"라고 불릴 수 있는 이 장학금을 맥락화하려는 진지한 시도는 없었다.
Wong, Manvi, 그리고 Wong은 또한 아시아 중심주의가 식민지 역사를 인정하고 공통의 이익을 인정하고 문화적 뿌리를 회복함으로써 아시아 미국학과 아시아학을 통합하는 패러다임적인 방법이 될 수 있다고 제출했다. 그들은 아시아 미국 연구가 유럽 중심의 유산을 조사함으로써 아시아 연구를 식민지에서 벗어나게 하는 데 중요한 역할을 해야 한다고 강조했다.
아시아 중심의 패러다임 개발에 전념하는 학자들은 아프로 중심주의자들 못지않게 어려운 도전에 직면해 있다. 아시아의 유럽-미국 식민지 역사는 분명히 아시아학 장학금에 깊은 인상을 남겼다. 아시아 문화와 사회에 대한 이론화에서, 유럽 중심의 관점은 최근 수십 년 동안 심각한 비판을 받아왔다. 아시아 중심적 관점의 발전을 제안함으로써, 우리는 의식적으로 아시아 미국학이 식민지의 유산을 벗은 아시아 연구 분야에서도 역할을 해야 한다는 것을 제안하고 있다. 흥미롭게도, 범아프리카주의자들은 항상 아프리카계 미국인 연구와 아프리카계 연구의 공동 관심사와 통일성을 비식민지화와 뿌리 회복에 대해 인식해 왔다.

## 커뮤니케이션 연구
Hilo에 있는 하와이 대학교의 이문화 커뮤니케이션 교수인 Yoshitaka Mike는 커뮤니케이션 분야에서 아시아 중심성의 설립 이론가로 여겨진다. 그는 이문화와 이인종간 의사소통 분야의 초기 개척자 중 한 명인 Molefi Kete Asante에게 영감을 받았다. Molefi Kete Asanted의 3 Asante의 아프리카 중심적인 아이디어와 Wong, Manvi, Wong의 아시아 중심적인 반영은 Mike가 아시아 중심이라는 용어를 만들고 2003년 문화 및 커뮤니케이션 연구에서 아시아 중심적인 프로젝트의 개요를 설명하도록 이끌었다. 그는 나중에 자기 이해와 자기 주장을 위한 문화의 역할과 인간의 자유와 번영을 위한 윤리의 중요성을 강조하는 마울라나 카렝가(Maulana Karenga)의 카와이다 철학에 영향을 받았다.
Miike는 아시아 중심성을 "아시아 사람들과 현상을 다룰 때 아시아 언어, 종교/철학, 역사, 미학을 중심으로 하는 자의식적 행동"이라고 정의했다. 그에 따르면, 아시아 중심성은 "아시아인들을 다른 사람들의 살아있는 경험에서 사물과 관중이 아닌 그들 자신의 문화 현실의 주체와 행위자로 포착하기 위해 다양한 아시아 문화 전통을 이론적 자원으로 부활시키고 활성화시키는 것을 주장한다."
간단히 말해서, "아시아 중심성"은 아시아의 의사소통 생활에 대한 이론을 만들고 이야기를 하는 데 있어 아시아 언어, 종교/철학 및 역사를 소외시키는 것이 아니라 중심화하는 아이디어이다. 아시아 중심성은 아시아 통신자들이 자기 이해, 자기 표현, 공동체 개발 및 문화 간 대화를 위해 그들 자신의 문화 전통과 함께 신중하고 비판적인 참여를 장려하는 것을 목표로 한다. 문화적으로, 그것은 아시아인들이 그들의 문화적 유산의 긍정적인 요소들을 받아들이고 그들의 윤리적 이상에 따라 부정적인 관행을 변화시키도록 돕는다. 문화적으로, 그것은 아시아인들이 "서 있을 장소"를 찾는 것을 돕고, 세계 공동체에서 평등과 상호성의 기초를 제공한다.
다이제츠 스즈키(Daisetz Suzuki)의 말을 빌려, Miike는 아시아 중심성은 본질적으로 "깊고 개방적인 생각", 즉 우리 자신의 문화에 뿌리를 두고 동시에 다른 문화에 개방적인 생각이라고 말했다. 그는 아시아 중심주의를 보편주의 이념으로 아시아 중심주의와 특정한 입장으로 구분하고 아시아 중심주의는 문화 아시아와 아시아계 사람들에 대한 합법적인 문화 중심적 접근인 반면 아시아 중심주의는 비 아시아 세계와 비 아시아계 혈통의 사람들에 대한 민족 중심적 접근이라고 주장했다. 그러므로 Miike의 개념화에서 아시아 중심주의자들은 문화적 우월주의자와 분리주의자가 아니다.
아시아 중심주의는 패권적인 아시아 중심주의도 아니고 아시아 버전의 민족 중심주의도 아니다. 아시아 중심성은 아시아 세계관을 유일한 보편적 기준 틀로 제시하고 비 아시아인에게 강요하지 않는다. 따라서 아시아 중도주의자들은 박 대통령(2001)의 경고에 주의해야 한다. "생각은 단지 오래된 것이거나 새로운 것이기 때문에 좋은 것이 아니다. 그것이 동양적인 생각이거나 서양적인 생각이기 때문에, 또는 단지 우리의 것이라고 해서 반드시 좋은 것은 아니다."(8페이지). 따라서 아시아 중심주의자들은 아시아인들에 대한 다른 비 아시아 중심적 관점의 가치를 부인해서는 안 된다. 그럼에도 불구하고, 그들은 비 아시아 중심의 이론적 관점이 아시아 중심의 이론적 관점보다 우월하기 때문에 아시아 사람들과 현상을 둘러싼 논의와 담론에서 후자를 심각하게 무시할 수 있다는 패권 이데올로기를 거부해야 한다. 그들은 아시아 버전의 인류가 오로지 유럽 중심의 인류 비전으로만 판단될 수 있다는 패권 이데올로기를 거부해야 한다.
Miike는 아시아 중심성의 6가지 차원을 확인했다:
(1) 주체와 대리인으로서의 아시아인의 주장
(2) 아시아 세계에 대한 지식 재구성 과정에서 아시아와 아시아인의 집단적이고 인문학적인 관심의 중심
(3) 아시아 사상에 대한 탐구의 중심에 아시아 문화적 가치와 이상의 배치 그리고 행동
(4) 아시아 역사 경험의 근거
(5) 데이터에 대한 아시아 이론적 지향
(6) 아시아 사람들과 현상들의 탈구와 이동에 대한 아시아 윤리적 비판과 교정
Miike의 포괄적 개요에서 Asiancentricity (1)는 아시아 의사소통 담론에 해당하는 이론적 지식을 생성하고, (2) 아시아 의사소통 경험의 다양성과 복잡성에 초점을 맞추고, (3) 반사적으로 아시아 의사소통 담론을 구성하고 비판적으로 변형시킨다. (4) 아시아 문화적 특수성에서 인류의 공통적인 측면이 어떻게 표현되고 이해되는지 이론화하고, (5) 이론과 연구에서 유럽 중심적 편견을 비판하며, 아시아 연구자들이 학문적 의존성을 극복하는 데 도움을 준다.
Miike의 주장은 유럽 중심의 학문에서 "서양 이론"과 "비서양 텍스트" 사이에 확립된 계층적 관계가 있다는 것이다. 비 서구 문화가 데이터 분석과 수사학적 비판의 주변 대상으로 남아 있고 이론적 통찰력과 인문학적 영감의 중심 자원으로 떠오르지 못하는 곳. 따라서 Miike는 아시아 중심의 학자들이 아시아 문화를 "지식 해체를 위한 텍스트"가 아닌 "지식 재구성을 위한 이론"으로 재고해야 한다고 주장했다. 그에 따르면, 그러한 아시아 중심적 접근법은 아시아인들이 아시아 언어로 말하는 것처럼 아시아인들과 비아시아인 연구자들 모두가 이론화하는 것을 가능하게 할 것이다. 아시아인들이 아시아의 종교-철학적 세계관에 영향을 받고 아시아인들이 아시아의 역사적 경험에서 살기 위해 고군분투하고 있기 때문이다. 그리고 아시아인들은 윤리적으로 좋고 미적으로 아름답다고 느낀다.
그러므로 아시아의 의사소통자들의 심리를 설명하고 아시아 의사소통의 역동성을 표현하기 위해서, 아시아의 중심주의자들은 재평가해야 한다.
(a) 핵심 개념으로서의 아시아 단어들과 문화적 관점과 교육적 통찰력으로서의 그들의 어원들
(b) 행동 원리와 윤리 강령으로서의 아시아의 종교-철학적 가르침
(c) 연속성과 변화의 맥락화 및 반복적인 패턴으로서의 아시아 역사
(d) 시공간 배열, 비언어적 수행, 정서적 쾌락을 위한 분석적 틀로서의 아시아 미학
Miike는 또한 Anntha Babbili, Guo-Ming Chen, Godwin C와 같은 선구자들에게 경의를 표하면서 아시아 커뮤니케이션 이론 분야의 많은 문헌을 종합했다.
그는 아시아 중심의 연구가 "비교 유럽 중심주의"를 극복하고 비유럽 중심적인 비교에서 얻은 공통적인 통찰력에 더 많은 관심을 기울일 것을 촉구했다.
그의 의견에 따르면, (1) 대륙-디아스포라 비교, (2) 지역 내 비교, (3) 지역 간 비교, (4) 디아코닉 비교, (5) 공동 문화 국내 비교의 다섯 가지 유형이 아시아 커뮤니케이션 연구의 이론적 지평을 넓힐 수 있다.
남아시아, 동남아시아, 서아시아에 대한 아시아 중심의 연구는 현재 문헌에 잘 나타나 있지 않는다. 이 지역들은 아시아 문명의 기로에 서 있으며, 아시아 문화 간 교류와 다문화 공존에 대한 풍부한 역사적 통찰력을 제공한다. 아시아 중심의 관점에서 남아시아, 동남아시아, 서아시아에 대한 미래의 이론화와 연구는 이러한 분야의 문화적 역학에 대한 이해를 증진시킬 뿐만 아니라 이문화 대화와 다문화 사회의 아시아 모델을 시사할 것이다.

## 같이 보기
- 아시아 세기
- 범아시아주의
- 아시아의 자존심
- 아시아의 문화
- 동아시아 문화권
- 태평양 세기
- 인도 세기
- 그레이터 인디아
- 인도 중심주의
- 중국의 평화로운 부상
- 중국 세기
- 중화주의
- 팍스 시니카
- 아시아의 다섯 마리 호랑이

## 추가 자료
- 칸나, P. (2019). 미래는 아시아다: 21세기 상업, 갈등, 문화 . 사이먼 앤 슈스터.
- Mahbubani, K. (2008). 새로운 아시아 반구: 불가항력적인 글로벌 패권의 동양으로의 이동 . 공익.
- 미이케, Y. (2014). 아시아 커뮤니케이션 연구의 아시아 중심적 전환: 패러다임의 변화와 관점의 변화. MK Asante, Y. Miike, & J. Yin(Eds. ), The global intercultural communication reader (2nd ed., pp. 111–133). 루틀리지.
- Wong, P., Manvi, M., & Wong, TH (1995). 아시아중심주의와 아시아계 미국인 연구? Amerasia 저널, 21 (1/2), 137–147.
- 인지(2022). 페미니스트 커뮤니케이션 연구에서 유럽 중심적 비전 재고하기: 이론적 틀로서의 아시아 중심적 여성주의. Y. Miike & J. Yin(Eds. ), 커뮤니케이션 이론의 글로벌 개입 핸드북 (pp. 188–214). 루틀리지.